# Digitales Satellitenradio

Digitales-Satellitenradio-Radio-Logo

Das Digitale Satelliten-Radio (DSR) war in Deutschland die erste für Rundfunkhörer, also Endverbraucher, konzipierte Radioausstrahlung auf digitalem Wege. Anders als bei heutigen digitalen Sendeverfahren stand bei DSR nicht die Steigerung der Programmzahl, sondern die Verbesserung der Übertragungsqualität im Vordergrund.

## Geschichte

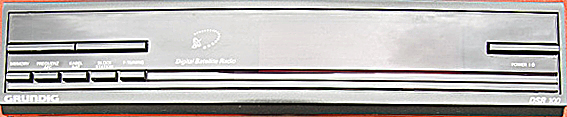
Grundig DSR 100 (ca. 1991)

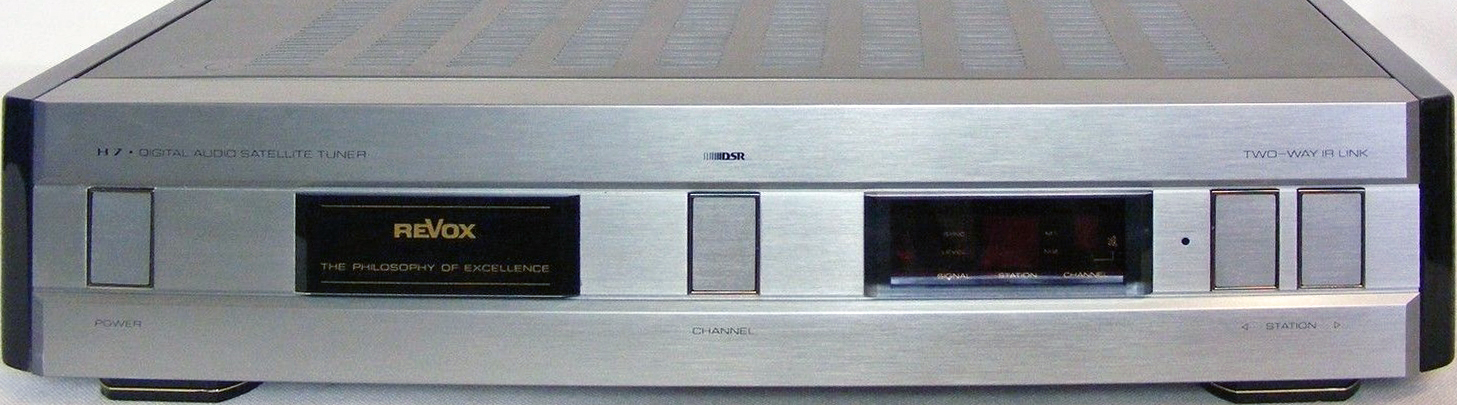
Revox H7 (ca. 1993)

Den ersten Prototyp eines Empfangsgerätes für DSR stellte die Firma Telefunken vom 20. bis 26. August 1982 auf der Messe HIFIVIDEO'82 in Düsseldorf vor. Im Herbst 1984, nach einem Kabelpilotprojekt im gleichen Jahr, fiel die Entscheidung für dieses System.
Anlässlich der Internationalen Funkausstellung in Berlin startete Bundespostminister Christian Schwarz-Schilling am 24. August 1989 offiziell den Digitalen Satelliten-Rundfunk. Über die beiden Satelliten DFS 1 Kopernikus, TV SAT 2 und das Kabelnetz der Deutschen Bundespost Telekom war nun ein Paket mit 16 Hörfunkprogrammen bundesweit zu empfangen. Für den Empfang benötigte man einen speziellen DSR-Empfänger, der anfangs deutlich mehr als 1000 DM kostete. Für Satellitenempfang war zusätzlich eine kleine Flachantenne mit einer Kantenlänge von nur 30 cm erforderlich. Zum Jahresende 1994 wurde die Aussendung über den Satelliten TV SAT 2 abgeschaltet. Dadurch war das Programm nur noch über den Satelliten Kopernikus oder mittels eines speziellen Receivers über das Kabelfernsehen der Deutschen Telekom zu empfangen.
Gerüchte über die Abschaltung und das Auslaufen der Verträge zwischen Telekom und Programmanbietern 1996 führten dazu, dass ab 1995 die Preise für DSR-Empfänger auf rund 200 DM fielen. Insgesamt wurden etwa ein- bis zweihunderttausend DSR-Hörfunkgeräte verkauft. Der auf Einladung des damaligen DTAG-Chefs Ron Sommer einberufene „Runde Tisch“ zur Entwicklung des Kabelfernsehens beschloss am 20. Mai 1997, dass die vom DSR belegten Sonderkanäle S2 und S3 dringend für die analoge TV-Verbreitung geräumt werden müssen. Das sollte zum Jahresende 1998 erfolgen. Am 16. Januar 1999 um 0:01 Uhr wurde DSR trotz der Proteste vieler Hörer abgeschaltet. Für Empfangsgeräte, die nach 1996 gekauft wurden, gab es eine Entschädigung von der Telekom.
Bis zuletzt wurden 16 Hörfunksender per DSR auf 118 MHz (Sonderkanäle 2 und 3) im Kabel der Telekom verbreitet.
- K 01: Bayern 4 Klassik
- K 02: SWF 2 / SDR 2, ab 1991 S2 Kultur, ab 30. August 1998 Südwestrundfunk 2
- K 03: Radio Bremen 2, 1991 im Wechsel mit Deutsche Welle
- K 04: Hessischer Rundfunk 2
- K 05: NDR 3, ab 8. Oktober 1997 NDR Radio 3
- K 06: Star*Sat Radio, ab 1997 Deutschlandfunk xtra (mono)
- K 07: Deutschlandfunk
- K 08: Westdeutscher Rundfunk 3
- K 09: RIAS 1, ab 1994 Deutschland Radio Berlin
- K 10: SR 1 (Europawelle Saar)
- K 11: Radio Belcanto / Antenne Bayern, ab 1991 Antenne Bayern, 1992–1993 Deutschlandsender Kultur, ab 1994 Rheinland-Pfälzisches Radio 2
- K 12: Ab 1991 Klassik Radio
- K 13: Ab 1991 Radio ffn, ab 1994 RTL Radio
- K 14: Ab 1991 Radioropa Info, ab 1996 Radio Melodie
- K 15: Ab 1992 RTL Radio, ab 1994 MDR Sputnik
- K 16: Ab 1992 Radio Xanadu, ab 1994 Energy München

In einer noch weit über den 16. Januar 1999 hinaus laufenden Endlosschleife wurde die Einstellung von DSR mit folgenden Worten von der Telekom erläutert:

„Mit Ablauf des 15. Januars ist der Betrieb von DSR, wie bereits mehrfach angekündigt, eingestellt worden. Weitere Informationen können Sie unter der kostenfreien Telefonnummer 0800 3738393 erhalten.“

In der Schweiz war das DSR unter dem Namen DigitSuperRadio noch einige Jahre in einigen Kabelnetzen (z. B. der Cablecom) aktiv. Zeitweise gab es dort zwei Pakete, ein deutsches und ein schweizerisches, mit insgesamt 32 Sendern. Der Swisscom Broadcast stellte die Ausstrahlung am 31. Dezember 2003 endgültig ein. Zuletzt waren noch 15 Sender empfangbar.

## Die Nachfolger von DSR
Eine ersatzweise Ausstrahlung über Satellit der ursprünglich mittels DSR verbreiteten Radiosender erfolgte bei für analoges TV genutzten Transpondern durch das digitale Hybrid-System ADR und bei für digitales TV genutzten Transpondern durch DVB-S.
Bis März 1999 waren bis auf den SWR 2 und SR 1 alle ehemaligen DSR-Sender des öffentlich-rechtlichen Rundfunks als DVB-C im Kabelfernsehen der Telekom in den Bouquets von ARD und ZDF digital zu empfangen. Die Bitrate des nunmehr psychoakustisch datenreduzierten Digitalmodus lag bei 192 kbit/s, als Codec fand MPEG-1 Audio Layer 2 Verwendung.
Zum Empfang dieser Angebote wurde allerdings eine neue Hardware erforderlich (z. B. d-box II), weil die DSR-Tuner nicht zum Empfang des ADR oder DVB-S Signalen geeignet sind. ADR wurde jedoch selbst am 30. April 2012 zusammen mit der Abschaltung der analogen Fernseh- und Hörfunkprogramme abgeschaltet.
Am 19. August 2005, zwei Wochen vor der Funkausstellung in Berlin, waren faktisch alle ARD-Hörfunkprogramme im DVB-S-Standard über Satellit Astra 19.2° Ost zu empfangen. Die Bitrate der in MPEG-1 Audio Layer 2 verbreiteten Stereoprogramme betrug dabei 320 kbit/s, wovon mindestens 256 kbit/s für Audiodaten verwendet wurden. Der Rest konnte (musste aber nicht) für Zusatzdaten genutzt werden (Radio Data System RDS oder auch Radio Screen Show RaSS). Üblich war bei Programmen ohne RaSS eine Verwendung von 10 kBit/s für die Übertragung von RDS-Daten und 310 kBit/s für die Audiodaten.
Obwohl im Gegensatz zu DSR die Übertragung psychoakustisch datenreduziert erfolgte, war zumindest theoretisch bei 320 kbit/s eine sehr hohe Klangqualität gewährleistet. Codierartefakte waren prinzipbedingt zwar vorhanden, sollten bei sauberer Realisierung allerdings bei den sehr hohen Bitraten nicht akustisch auffallen. Zusätzlich wurden ausgewählte Sendungen bei einigen der ARD-Kulturwellen auch in Dolby Digital AC-3 5.1 oder 5.0 angeboten – etwas, das mit DSR nicht möglich war. Die Dynamikbearbeitung (“Soundprocessing”) war bei einzelnen Anstalten auf der AC-3-Spur deutlich moderater bis überhaupt nicht vorhanden, so dass sich hier ein nochmals klanglich höherwertiger Übertragungsweg ergab.
In den meisten Kabelnetzen wurden die ARD-DVB-Radioprogramme in den Jahren ab 2005 zunehmend auch im DVB-C-Standard angeboten, so dass eine weitgehend flächendeckende Versorgung (Satellit und Kabel) mit qualitativ hochwertigem Digitalradio gewährleistet war. In den Netzen der Kabel Deutschland gab es allerdings Transrating, also das nochmalige Durchlaufen einer Datenreduktion zwecks Verringerung der Bitrate. So waren einige Zeit 256 kBit/s MPEG-1 Audio Layer 2 in Verwendung, später nur noch 192 kBit/s. Die Qualität der ARD-Hörfunkprogramme war also gegenüber Satellit und 1:1 übernehmenden Kabelnetzen bei der Kabel Deutschland reduziert. Die Vodafone Kabel Deutschland setzte diese Methode bis Mitte November 2021 fort.
Die Vorteile von DVB-Hörfunk gegenüber DSR waren vor allem die deutlich größere Programmvielfalt, die Möglichkeit zu Mehrkanalton (bis 5.1) und die direkte digitale Aufnahmemöglichkeit auf an geeignete Receiver angeschlossene USB-Speichermedien bzw. direkt auf in Receiver (PVR) eingebaute Festplatten. Von eher „akademischer“ Natur war der Vorteil, der sich aus der Verwendung einer Abtastrate von 48 kHz ergab. Während bei DSR (Abtastrate 32 kHz) eine obere Audio-Grenzfrequenz von ca. 15 kHz bestand, sind bei 48 kHz Abtastrate und 320 kBit/s MPEG 1 Layer II durchaus 20 bis knapp 22 kHz obere Grenzfrequenz möglich, so die Programme entsprechend bereitgestellt und nicht klanglich bearbeitet werden.
Lange Zeit gab es, mit Ausnahme eines einzigen, sehr teuren DVB-Radio-Empfängers keine reinen DVB-Empfangsgeräte auf dem Markt, die sich ohne angeschlossenen Bildschirm einrichten, pflegen und programmieren ließen. DSR-Tuner waren stets am Gerät unter Zuhilfenahme seines Displays vollständig bedienbar, die ersten, vorrangig für die TV-Nutzung konzipierten DVB-Empfänger benötigen für die Menübedienung stets eine Bildausgabe. Mit der Abschaltung des analogen Signals im Kabel verbesserte sich die Situation und es erschienen DVB-Kabelradios am Markt, die die sich unabhängig von einer Bildausgabe bedienen und einstellen lassen.
Nachteilig gegenüber DSR ist prinzipiell die Verwendung einer psychoakustischen Datenreduktion mit den damit verbundenen Artefakten.
Dieser Nachteil wurde im Herbst 2021 größer: die ARD stellte die Verbreitung ihrer Hörfunkprogramme via Satellit von MPEG-1 Audio Layer 2 mit 320 kBit/s und Dolby Digital AC-3 mit 448 kBit/s auf Advanced Audio Coding (LC-AAC) mit Bitraten von meist nur noch 128 kBit/s um. Für die Kabelnetze, die die Signale von Satellit entweder 1:1 übernehmen oder teils als Zusatz-Leistung zur Wahrung der Kompatibilität mit vorhandenen Empfangsgeräten in MPEG-1 Audio Layer II zurück wandeln, gibt es nun auch keine Möglichkeit mehr, die vorherige hohe Audioqualität zu erhalten. Die Programme, die mit nur noch 128 kBit/s LC-AAC übertragen werden, haben nur noch einen Übertragungsbereich bis 15,5 kHz und sind damit wieder sehr nahe am entsprechenden Parameter der einstigen DSR-Übertragung. Allgemein ist die Audioqualität durch die Umstellung gesunken, liegt aber noch knapp am unteren Ende des Bereiches, der als kaum unterscheidbar vom Original gilt.

## Technik
Im Vergleich zu ADR, DAB oder DVB, die mit Datenreduzierung arbeiten, wurde bei DSR darauf verzichtet. Die Wiedergabequalität von DSR ist mit einer Audio-CD vergleichbar. 16 Radioprogramme wurden digital zu einem Paket gebündelt über einen Satellitentransponder ausgestrahlt und im Kabelnetz der Deutschen Telekom auf 118 MHz (Kabelkanal S2/3) weiterverbreitet.
Parallel zur Musik wurden weitere Daten übertragen: Es gab ein Sprach-/Musikbit, das die Empfänger nutzen konnten, um die Lautstärke für Sprachen und Musik getrennt einzustellen. Mitübertragen wurde die Senderkennung und die Art des Programms wie Klassik, Popmusik oder Kulturprogramm.
Für die Übertragung wurde eine Abtastrate von 32 kHz gewählt, da das der international vereinbarten Abtastfrequenz für digitale Tonprogramm-Übertragungsleitungen entspricht. Somit konnten Audiosignale bis 15 kHz übertragen werden.
In der Zeit der Planung von DSR baute die Deutsche Bundespost gerade ihr digitales Netz auf. Durch die Zusammenfassung von 30 Telefonkanälen (Primärmultiplexanschluss) ergab sich ein Bündel mit einer Übertragungsrate von 2048 kbit/s (DS2). Diese kleinsten Bündel konnten weiter zu Bündel höherer Ordnung mit 8448 (DS8), 34368 (DS34) oder 137472 kbit/s (DS140) zusammengefasst werden.
Da bei 16 Bit inklusive Paritätsbit pro Kanal drei Kanäle 1632 kbit/s ergeben, wäre der Rest von 288 kbit/s Verschnitt. Mit der Verringerung der Wortbreite auf 14 Bit wurde die Kanalbitrate optimal ausgenutzt. Die Nettobitrate eines Stereosignals (2 × 14 Bit × 32 kHz = 896 kbit/s) erreichte annähernd die halbe Nettobitrate (992 kbit/s) des DS2-Bündels. So wurde für das Stereosignal die halbe Bruttobitrate 1024 kbit/s (DS1) gewählt. Zudem war es sinnvoll, einen ähnlichen Rahmenaufbau mit 256 Bit zu nehmen.
So bestand ein 256-Bit-Block aus 8 Bit Rahmenkennung, gefolgt von 4 × 30 Bit Musikdaten, weiteren 8 Bit Zusatzinformation und nochmals 4 * 30 Bit Musikdaten. Auf einer DS2-Leitung wurden 8000 dieser Blöcke pro Sekunde übertragen.
Die 30 Bit eines Samples bestanden aus 14 Bit für den linken Kanal und 14 Bit für den rechten Kanal bei einem Stereosignal bzw. zwei Monokanäle und je ein 15. Paritätsbit. Dieses wurde mit dem 3-Bit-Skalenfaktor verrechnet, der in diesem Bit mitübertragen wurde. Die Wortbreite von 14 Bit, die durch die vollständige Ausnutzung der Postzubringerstrecken vorgegeben war, wurde auch bei der Funkübertragung beibehalten. Erst der DSR-Empfänger restaurierte das 16-Bit-Tonsignal wieder.
Bei der Spezifikation der DS1-Schnittstelle wurde versucht, eine neue Qualität der Tonsignalübertragung zu realisieren. Zitat: „Mit der Absprache zwischen den Rundfunkanstalten und der DBP, in Zukunft für höherwertige Tonverbindungen die DS1-Tonkanaltechnik mit digitaler Signalübertragung einzusetzen, hat sicherlich eine neue Ära der Tonleitungstechnik begonnen.“

### Die Kodierung
14 Bit ergeben bei 10 dB Sicherheitsabstand und linearer Quantisierungskennlinie bei einem sinusförmigen Signal ein Signal-Rausch-Verhältnis von 76 dB infolge des Quantisierungsrauschens. Da man die Dynamik von 98 dB von 16 Bit erhalten wollte, musste man das Signal kodieren. Dazu wurde das Signal in acht 6 dB breite Abschnitte zerlegt. Von jeweils 64 aufeinander folgenden Samples wurde der Höchstwert genommen und ein 3-Bit-Skalenfaktor für diesen Block berechnet. Dieser Skalenfaktor wurde innerhalb der Paritätbits übertragen, 21-mal pro Block. Bei der Dekodierung im Empfänger wurde er durch Mehrheitsentscheidung festgelegt. Ein Skalenfaktorbit von 1 invertierte das Paritätsbit des entsprechenden Worts.
Verluste traten nur bei Vollaussteuerung (0 dB – Skalenfaktor 0) auf. In diesem Fall wurde das niederwertigste bzw. wurden die beiden niederwertigsten Bits nicht übertragen. Das war jedoch vernachlässigbar, denn die oberen Pegel dienten der Aussteuerungsreserve und es wurde davon ausgegangen, dass sie selten vorkommen. So konnten die 16 Bit des originalen PCM-Signals übertragen werden. Diese 16/14-Bit-Gleitkommadarstellung war ausbaubar für eine Übertragung von bis zu 18 Bit pro Sample.
Auf der Satellitenstrecke wurde dieser Datenstrom mittels des BCH-Codes kanalkodiert, um die Redundanz zur Fehlererkennung und Fehlerkorrektur zu erhalten. 44 Bit Nutzsignal wurden zu einem 63-Bit-Block mit entsprechender Redundanzinformation kodiert und in Rahmen zu 512 Bit Länge zusammengefasst.
Moduliert wurde dieser Bitstrom auf dem HF-Träger mittels digitaler Phasenmodulation, welche zwei Bits pro Sendesymbol übertragen kann (4-PSK). Die Bandbreite entsprach mit 27 MHz der eines Fernsehkanals. Zusätzlich zur Musik wurden Informationen mit 11 kB/s pro Stereokanal übertragen.